# یواس‌اس کارنلیان (پی‌وای-۱۹)
یواس‌اس کارنلیان (پی‌وای-۱۹) (به انگلیسی: USS Carnelian (PY-19)) یک کشتی بود که طول آن ۱۹۰ فوت ۱۱ اینچ (۵۸٫۱۹ متر) بود. این کشتی در سال ۱۹۳۰ ساخته شد.